# Argenna polita
Argenna polita är en spindelart som först beskrevs av Banks 1898.  Argenna polita ingår i släktet Argenna och familjen kardarspindlar. Inga underarter finns listade i Catalogue of Life.